# Caloplaca erythrocarpa
Caloplaca erythrocarpa är en lavart som först beskrevs av Christiaan Hendrik Persoon, och fick sitt nu gällande namn av Philipp Franz Wilhelm von Zwackh-Holzhausen. Caloplaca erythrocarpa ingår i släktet orangelavar och familjen Teloschistaceae.   Inga underarter finns listade i Catalogue of Life.